# Colin Hansen
Colin Hansen (n. 1952) es un político canadiense. Fue ministro de Finanzas y vice primer ministro de la provincia canadiense de Columbia Británica desde el 10 de junio de 2009 hasta el 13 de marzo de 2011. También ha servido como Ministro Responsable para las pequeñas empresas desde el 25 de octubre de 2010. El 30 de noviembre de 2010, fue nombrado, además, como el ministro de Servicios de Salud.
Cargos anteriores de Hansen incluyen, Ministro de Hacienda (diciembre de 2004 - junio de 2005), Ministro de Servicios de Salud (junio de 2001 - diciembre de 2004), y Ministro de Desarrollo Económico y Ministro responsable de la Iniciativa de Asia-Pacífico y los Juegos Olímpicos (junio de 2005 hasta junio de 2008). Se desempeñó como crítico de salud, así como crítico para el empleo y la inversión, y el trabajo de la oposición oficial entre 1996 y 2001.
Actualmente es miembro de la Junta del Tesoro y el Comité Permanente Selecto de Salud.
Hansen fue elegido por primera vez a la Asamblea Legislativa de Columbia Británica en 1996 para servir en el manejo de Vancouver Quilchena. Antes de ser elegido para la legislatura, él y su esposa, Laura, tenían un negocio pequeño en Vancouver. También se ha desempeñado como vicepresidente de finanzas y administración de la Fundación Asia-Pacífico de Canadá. Su trabajo voluntario implica una serie de organizaciones de la comunidad, incluyendo el de director de la Vancouver-Yokohama Sister Society y presidente de la junta de síndicos del Vancouver Museum.
Hansen nació y se crio en la Isla de Vancouver. Recibió su licenciatura en ciencias políticas de la Universidad de Victoria.